# Philipp Madler
Philipp Joseph Madler (* 2. August 1799 in Miltenberg; † 11. Februar 1884 ebenda) war ein deutscher Forstbeamter und Heimatforscher.

## Leben
Der Sohn eines Lagerverwalters studierte Forstwissenschaften an der Karls-Universität in Aschaffenburg und trat vor 1826 als Revierförster in den Dienst der Fürsten von Leiningen. Sein Dienstsitz war Miltenberg. Im März 1848 wurde sein Forsthaus von Revolutionären niedergebrannt. Als Vertreter der Obrigkeit, der im Rahmen seines Dienstes auch gegen Holz- und Jagdfrevel vorging, war er ihnen verhasst. Er selbst wurde am 10. März 1848 wegen Gefährdung der öffentlichen Sicherheit vorübergehend aus der Stadt Miltenberg ausgewiesen und konnte seinen Dienst erst im Herbst des Jahres wieder antreten.
Schon seit den 1830er Jahren beschäftigte sich Madler mit der Geschichte seiner Heimatregion, insbesondere auch ihrer Ur- und Frühgeschichte. Er verfasste mehrere selbständige Werke, die  bei der Hofdruckerei Volkhardt in Amorbach verlegt wurden, und veröffentlichte Aufsätze im Boten am Untermain und in der Forst- und Jagdzeitung.

## Auszeichnungen
- Ehrendoktor der philosophischen Fakultät der Universität Jena
- Ritterkreuz 2. Klasse des Verdienstordens Philipps des Großmütigen (1866)

## Werke
- Der Gotthardsberg bei Amorbach. Amorbach 1831.
- Die Sachsengräber bei Miltenberg und Kleinheubach. Amorbach 1835 (mehrere Neuauflagen).
- Das Schloß Miltenberg am Main, eine ehemalige Berg- und Grenzfestung. Amorbach 1837 (Digitalisat).
- Geschichte und Topographie der Stadt Miltenberg in Bezug auf die bürgerlichen Wehranstalten. Amorbach 1842.
- Das Kloster auf dem Engelberg, geschichtlich topographisch beschrieben. Amorbach 1843.
- Historische Denkwürdigkeiten des Gasthofes zum Riesen in Miltenberg am Main. Amorbach 1850 (mehrere Neuauflagen, Digitalisat).